# Acrometa cristata
Genre
Synonymes
- Theridiometa edwardsi Petrunkevitch, 1942
- Viocurus fossilis Petrunkevitch, 1958

Acrometa cristata est une espèce fossile d'araignées aranéomorphes de la famille des Synotaxidae.

## Distribution
Cette espèce a été découverte en Russie dans de l'ambre de la mer Baltique puis observée en Allemagne à Bitterfeld et en Ukraine à Rivne. Elle date du Paléogène.

## Description
Acrometa cristata mesure de 1,8 à 2,8 mm.

## Systématique et taxinomie
Cette espèce a été décrite par Petrunkevitch en 1942.

## Publication originale
- Petrunkevitch, 1942 : « A study of amber spiders. » Transactions of the Connecticut Academy of Arts and Sciences, vol. 34, p. 119–464.